# 巴富街運動場
巴富街運動場（英語：Perth Street Sports Ground），位於香港九龍何文田石鼓街，於1967年7月26日啟用。原址前身1920年代是印度墳場，而戰後亦曾作為喇沙書院和何文田官立中學的臨時校舍。

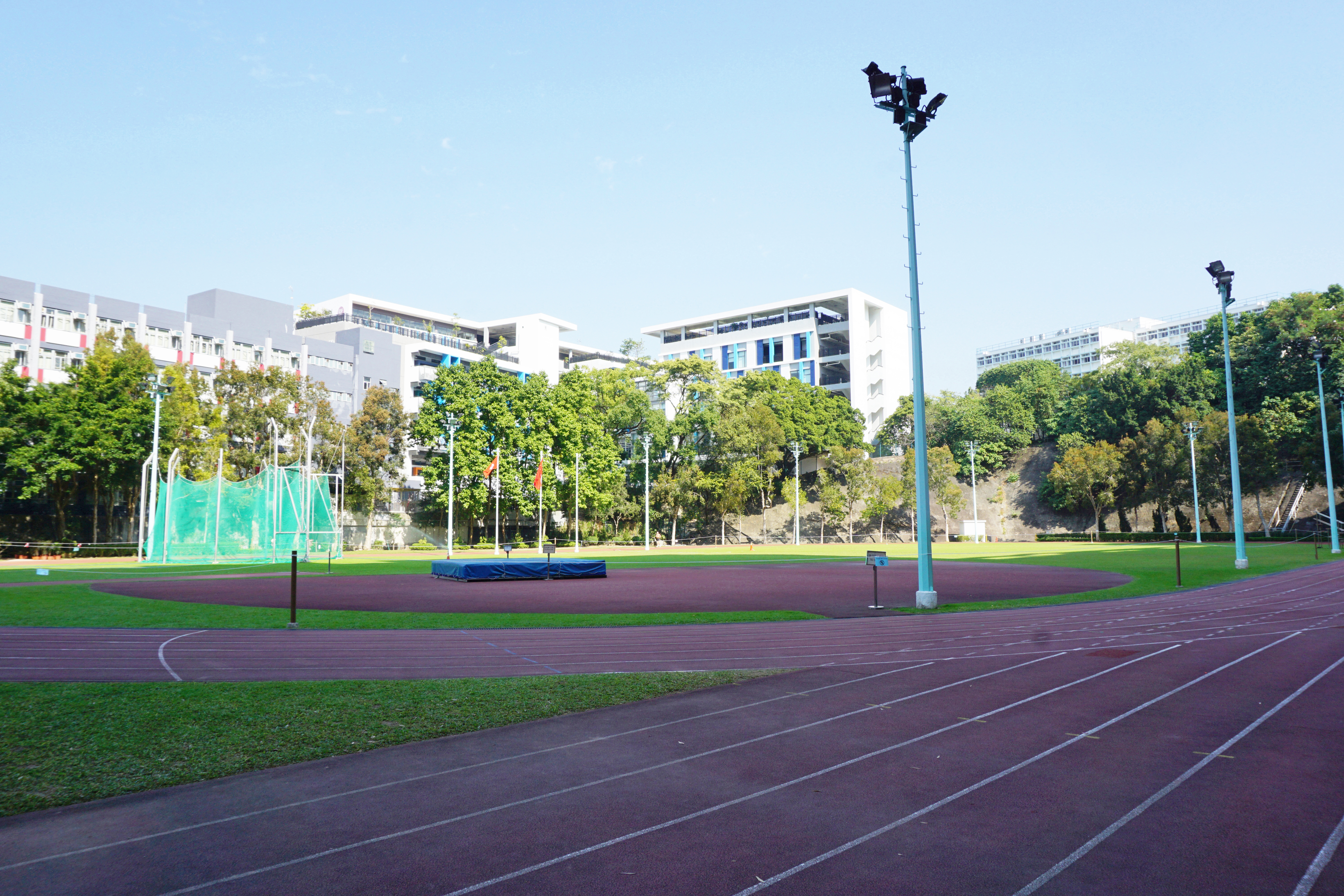
運動場內的田徑場

## 設施
- 1條全天候6線跑道，長286米
- 1個附設照明系統的草地場，只供投擲項目之訓練。
- 1個容納600人的看台
- 1個標槍區、1個鉛球區、1個鐵餅區、1個跳遠、1個跳高區
- 可容納600名觀眾的看台座位
- 設有洗手間和更衣室
- 1個小食亭

## 外部連結
- 康文署：巴富街運動場